# سارة تايلور
سارة تايلور (20 مايو 1989 في المملكة المتحدة - ) (بالإنجليزية: Sarah Taylor)‏ هي لاعبة كريكت بريطانية. شاركت مع منتخب إنجلترا للكريكت.

## وصلات خارجية
- سارة تايلور على موقع إي آس بي آن كريك إنفو (الإنجليزية)